# M5 (球狀星團)
M5（也稱為NGC 5904）是位於巨蛇座 的一個球狀星團，在1702年被戈特弗里德·基希发现。

## 發現和可見性
在極端良好的條件下，M5是可以用肉眼直接看見的一顆微弱的"恆星"，他的位置靠近巨蛇 5。雙筒望遠鏡或小望遠鏡就可以看出他不是一顆恆星，大望遠鏡則能看見一些視星等約為12.2等的單獨恆星。
M 5 是在1702年被德國天文學家戈特弗里德·基尔希在搜尋彗星時發現的，梅西耶在1764年再發現時，認為他是沒有恆星的星雲。威廉·赫協爾在1791年分解出其中的恆星，大約計數出200顆左右。
雖然在天空中的位置和帕羅馬 5很接近，但 M 5不會和光度暗淡且遙遠的帕羅馬 5混淆不清。

## 科學的數據
M 5是已知的球狀星團中體積最大的，直徑達到165光年，但重力可以影響到的半徑達到200光年。（這是說在半徑200光年以內的球狀空間中，恆星就不會被銀河系的引力剝離。）
在銀河系內，年齡為130億歲的M 5也是最老的球狀星團之一，與地球的距離約為24,500光年，擁有10萬或者多達50萬顆的恆星。

### 變星
在M 5內，已經發現105顆明亮的變星，其中97顆是天琴座RR型變星，以光度和週期之間的關連性而著名。這種變星有時也稱為"星團變星"，有許多性質與造父變星相似，也可以作為在太空中測量距離的工具。在M 5中最亮、最容易觀測的變星是光度在10.6～12.1等之間，變化週期25.6天的一顆。也曾經有一顆矮新星在星團內被觀測過。

## 外部連結
- M5,SEDS Messier pages
- Historic observations of M5
- Image of M5 by Waid Observatory （页面存档备份，存于）